# Факторион
Факторион — натуральное число, которое равно сумме факториалов своих цифр.

## Полный список факторионов
- {\displaystyle 1=1!}
- {\displaystyle 2=2!}
- {\displaystyle 145=1!+4!+5!}
- {\displaystyle 40585=4!+0!+5!+8!+5!}

## Верхняя граница
Определив верхнюю границу для факторионов, несложно (например, полным перебором) показать, что существует ровно 4 таких числа.
Любое n-значное число не меньше {\displaystyle \;10^{n-1}}. Однако при этом сумма факториалов его цифр не больше {\displaystyle 9!\cdot n}, где {\displaystyle \;9!=362880}. Так как первое число возрастает быстрее второго (первое зависит от n экспоненциально, а второе — линейно), а уже {\displaystyle 10^{8-1}=10000000>9!\cdot 8=2903040}. Следовательно все факторионы состоят не более, чем из 7 цифр. 
Аналогичные рассуждения помогают доказать конечность числа многих обобщенных факторионов (см. ниже).

## Обобщения

### В другихсистемах счисления
Таблица факторионов в системах счисления вплоть до шестнадцатеричной:
| Основание | Максимальное кол-во цифр | Факторионы          |
| --------- | ------------------------ | ------------------- |
| 2         | 2                        | 1, 10               |
| 3         | 2                        | 1, 2                |
| 4         | 3                        | 1, 2, 13            |
| 5         | 3                        | 1, 2, 144           |
| 6         | 4                        | 1, 2, 41, 42        |
| 7         | 5                        | 1, 2                |
| 8         | 5                        | 1, 2                |
| 9         | 6                        | 1, 2, 62558         |
| 10        | 7                        | 1, 2, 145, 40585    |
| 11        | 8                        | 1, 2, 24, 44, 28453 |
| 12        | 8                        | 1, 2                |
| 13        | 9                        | 1, 2, 83790C5B      |
| 14        | 10                       | 1, 2, 8B0DD409C     |
| 15        | 11                       | 1, 2, 661, 662      |
| 16        | 11                       | 1, 2, 260F3B66BF9   |

### k-факторионы
k-факторион — число, равное сумме факториалов своих цифр, умноженной на k. Тогда обычные — 1-факторионы.
Полные списки k-факторионов:
1. k=2: 817926
2. k=3: 138267, 1103790
3. k=4: 12, 32, 104, 23076
4. k=5: 10
5. k=6: 4614, 484284
6. k=7: 21, 283150
7. k=8: 224, 322840, 368712
8. k=9: 441
9. k=10: 14660, 813680, 3729700
10. k=11: 341
11. k=12: Не существует.

### Обобщения Пиковера
В своей книге «Keys to Infinity» Clifford A. Pickover (1995) предложил следующие обобщения:
1. Факторион второго рода — равен произведению факториалов своих цифр, например: abc = a!⋅b!⋅c!
2. Факторион третьего рода — равен сумме факториалов чисел, образованных группами цифр, например: abc = (ab)! + c!

Оба определения порождают гораздо бо́льшие числа, чем обычное определение. Хотя факторионы второго рода в десятичной системе только вырожденные (1 и 2), найдено несколько факторионов третьего рода (жирным шрифтом выделены группы цифр):
- 2 432 902 008 177 819 519
- 51 090 942 171 710 544 079
- 51 090 942 171 710 982 398
- 403 291 461 126 605 635 584 809 043
- 403 291 461 126 605 635 584 814 796

Для обобщений обоих типов неизвестно, конечно ли число соответствующих факторионов.